# Скорсби
Скорсби или Кангертиттивак (на английски: Scoresby Sund; на гренландски: Kangertittivaq) е най-големият фиорд на света.
Разположен е в източната част на Гренландия. Дълъг е 350 km, а дълбочината му достига 1450 m.
Представлява тектоническа падина, залята от морето. Фиордът е наречен така в чест на шотландските китоловци баща и син Скорсби, които са го открили през 1822 г. Фиордът Скорсби от октомври до юни е покрит с лед.